# Бретањ д'Армањак
Бретањ д'Армањак (фр. Bretagne-d'Armagnac) насеље је и општина у јужној Француској у региону Миди Пирене, у департману Жерс која припада префектури Кондом.
По подацима из 2011. године у општини је живело 413 становника, а густина насељености је износила 33,44 становника/km². Општина се простире на површини од 12,35 km². Налази се на средњој надморској висини од 124 метара (максималној 185 m, а минималној 113 m).

## Демографија
| 1962. | 1968. | 1975. | 1982. | 1990. | 1999. | 2011. |
| ----- | ----- | ----- | ----- | ----- | ----- | ----- |
| 360   | 388   | 363   | 392   | 345   | 345   | 413   |

График промене броја становника у току последњих година